# Publilius Syrus
Bonis nocet quisquis pepercit malis.
(Wie de slechten spaart, schaadt de goeden.)
Publilius Syrus was een Romeinse schrijver uit de 1e eeuw v.Chr.. Zoals zijn naam verraadt, was hij afkomstig uit Syria. Hij kwam als slaaf in Italië terecht. Zowel door zijn geestigheid en intelligentie als door zijn knappe uiterlijk won hij te Rome de gunst van zijn patronus, die hem de vrijheid en een goede opvoeding schonk.
Als mimespeler die in zijn eigen stukken als acteur optrad, werd hij al spoedig in verschillende Italische steden beroemd en gewaardeerd. Nadat hij aldus ook de aandacht van Julius Caesar op zich had gevestigd, deed hij in 46 v.Chr. mee aan een openbaar toernooi voor mimespelers, naar aanleiding van door Caesar georganiseerde spelen, en versloeg er op verbluffende wijze al zijn rivalen, inclusief de beroemde Decimus Laberius. Vooral het improvisatietalent van Publilius Syrus lijkt heel bijzonder geweest te zijn.
Over zijn grote betekenis voor de Romeinse mimus bestond reeds in de oudheid géén enkele twijfel. Plinius de Oudere noemt hem in zijn Naturalis Historia zelfs mimicae scaenicae conditor (stichter van de toneelmime), en van zijn populariteit ten tijde van keizer Nero getuigt het feit dat in Petronius' Satyricon zestien verzen worden geciteerd met diepzinnige gedachten over de luxuria (weeldezucht), die óf van Publilius Syrus zelf zijn (zoals Petronius het laat voorkomen), óf een imitatio vormen van diens stijl door Petronius. Ondanks deze populariteit zijn ons van zijn mimen amper twee titels bewaard, en dan nog niet eens met zekerheid.
Publilius Syrus is echter vooral bekend geworden door de bloemlezing Sententiae (Spreuken) in jambische en trochaeïsche verzen, oneliners, die reeds in de 1e eeuw na Chr. uit zijn mimen is samengesteld. Deze verzameling moet al uit een vroege periode dateren, want ze is reeds bekend aan Aulus Gellius (2e eeuw). In de loop der tijden zijn de Sententiae echter aangevuld met interpolaties uit andere auteurs (voornamelijk uit onuitgegeven werk van Seneca de Jongere). De ongeveer 700 oneliners die vrijwel zeker van Publilius Syrus zelf afkomstig zijn (op een totaal van 1000) bevatten praktische levenswijsheid in metrische vorm. Ze zijn gerangschikt in alfabetische volgorde, naar de beginletter van ieder vers.
Reeds in de oudheid werden de Sententiae op school aangeleerd, vanwege hun metrische vormgeving en hun moraliserende inhoud.